# Nordamerikanische und karibische Handballmeisterschaft der Männer 2024
Die 4. nordamerikanische und karibische Handballmeisterschaft der Männer wurde vom 6. bis 12. Mai 2024 Mexiko ausgetragen. Der Veranstalter dieser Austragung der nordamerikanischen und karibischen Handballmeisterschaft der Männer war die Handballkonföderation Nordamerikas und der Karibik (NACHC).

## Austragungsort
Mexiko-Stadt wurde zum Austragungsort bestimmt. Mexiko war damit zum vierten Mal Gastgeber des Turniers.

## Teilnehmer
Am Turnier nahmen die Auswahlen der Handballverbände der Vereinigten Staaten (als Titelverteidiger), Kanadas, Kubas, Grönlands, Mexikos und Puerto Ricos teil.
Die Siegermannschaft war als Vertreter Nordamerikas und der Karibik für die Weltmeisterschaft 2025 qualifiziert.

## Turnierverlauf
Die sechs Mannschaften spielten zunächst in einer Runde jeder gegen jeden. Anschließend spielten die Teams auf den Plätzen 5 und 6 dieser Runde um den fünften Platz, die Teams auf Platz 3 und 4 um den dritten Platz und die Teams auf den Plätzen 1 und 2 um den Turniersieg und damit die Teilnahme an der Weltmeisterschaft 2025.

### Vorrunde
Tabelle
| Pl.                 | Land               | Sp. | S | U | N | Tore      | Diff. | Punkte | qualifiziert für das |
| ------------------- | ------------------ | --- | - | - | - | --------- | ----- | ------ | -------------------- |
| 1.                  | Kuba               | 5   | 5 | 0 | 0 | 0175:1100 | +65   | 10     | Finale               |
| 2.                  | Mexiko             | 5   | 3 | 0 | 2 | 0138:1320 | +6    | 6      | Finale               |
| 3.                  | Grönland           | 5   | 3 | 0 | 2 | 0143:1370 | +6    | 6      | Spiel um Platz 3     |
| 4.                  | Vereinigte Staaten | 5   | 3 | 0 | 2 | 0143:1500 | −7    | 6      | Spiel um Platz 3     |
| 5.                  | Puerto Rico        | 5   | 1 | 0 | 4 | 0111:1460 | −35   | 2      | Spiel um Platz 5     |
| 6.                  | Kanada             | 5   | 0 | 0 | 5 | 0123:1580 | −35   | 0      | Spiel um Platz 5     |
| Stand: 11. Mai 2024 |                    |     |   |   |   |           |       |        |                      |

Spiele
| 6. Mai                   |
| Grönland – Kanada 32:23  |
| Kuba – Puerto Rico 34:17 |
| USA – Mexiko 28:37       |

| 7. Mai                  |
| Kanada – Kuba 24:40     |
| Puerto Rico – USA 25:26 |
| Mexiko – Grönland 25:26 |

| 8. Mai                    |
| Grönland – Kuba 26:35     |
| Mexiko – Perto Rico 31:20 |
| USA – Kanada 34:26        |

| 10. Mai                      |
| Grönland – Puerto Rico 29:22 |
| Kuba – USA 32:23             |
| Kanada – Mexiko 24:25        |

| 11. Mai                    |
| Puerto Rico – Kanada 27:26 |
| Mexiko – Kuba 20:34        |
| USA – Grönland 32:30       |

### Spiel um Platz 5
| 12. Mai 2024 | Puerto Rico                       | 23:29  | Kanada                            |  |
| 12. Mai 2024 | meiste Tore: Rafael Ildefonso (8) | (8:16) | meiste Tore: Russel Reinhardt (6) |  |
| 12. Mai 2024 | Spielbericht                      |        |                                   |  |

### Spiel um Platz 3
| 12. Mai 2024 | Vereinigte Staaten              | 25:29   | Grönland                                                  |  |
| 12. Mai 2024 | meiste Tore: Oliver Edwards (6) | (12:15) | meiste Tore: Minik Dahl Høegh, Steen Kleist Møller (je 5) |  |
| 12. Mai 2024 | Spielbericht                    |         |                                                           |  |

### Finale
| 12. Mai 2024 | Kuba                              | 36:21   | Mexiko                       |  |
| 12. Mai 2024 | meiste Tore: Hanser Rodríguez (8) | (18:10) | meiste Tore: José Flores (4) |  |
| 12. Mai 2024 | Spielbericht                      |         |                              |  |

## Platzierung
| Platz | Mannschaft         | Anmerkung                                   |
| ----- | ------------------ | ------------------------------------------- |
| 1.    | Kuba               | qualifiziert für die Weltmeisterschaft 2025 |
| 2.    | Mexiko             |                                             |
| 3.    | Grönland           |                                             |
| 4.    | Vereinigte Staaten |                                             |
| 5.    | Kanada             |                                             |
| 6.    | Puerto Rico        |                                             |

Das Team der Vereinigten Staaten war bereits per Wildcard für die Weltmeisterschaft 2025 qualifiziert.

## Website
- nachcchampionship.site , Website zum Turnier